# Theodoros Stamos
Theodoros Stamos (in greco Θεόδωρος Στάμος?; New York, 31 dicembre 1922 – Giannina, 2 febbraio 1997) è stato un pittore statunitense di origini greche.
Fu esponente della scuola degli espressionisti astratti, che includeva artisti come Jackson Pollock, Willem de Kooning e Mark Rothko.

## Biografia
Stamos ha studiato nel 1936 presso l'American Artists School con Simon Kennedy e Joseph Konzal. Dal 1958 al 1975 ha insegnato presso il Black Mountain College, Cummington School of Fine Arts e all'Art Students League of New York.
Un anno prima della sua morte ha donato 43 sue opere alla Galleria nazionale di Grecia.
È sepolto a Leucade, in Grecia.